# Villacastín
Villacastín är en kommun i Spanien. Den ligger i provinsen Provincia de Segovia och regionen Kastilien och Leon, i den centrala delen av landet, 70 km nordväst om huvudstaden Madrid. Antalet invånare är 1 637.